# Octopus vulgaris
O polvo-comum (Octopus vulgaris) é a mais estudada de todas as espécies de polvo. Seu habitat estende-se do Mar Mediterrâneo e da costa sul da Inglaterra até o litoral do Senegal. Também ocorre nos Açores, Ilhas Canárias e em cabo Verde.

## Polvo Paul
Um Octopus vulgaris, chamado de Paul, foi uma das sensações da Copa do Mundo FIFA de 2010 ao fazer "previsões" corretas dos resultados dos jogos do campeonato mundial, em especial dos jogos da Seleção Alemã.